# Ruby Daniel
Ruby "Rivka" Daniel (en hebreo: רובי "רבקה" דניאל‎:  רובי "רבקה" דניאל; Malayalam: റൂബി ദാനിയേൽ; Kochi, diciembre de 1912 - Neot Mordejai, 23 de septiembre de 2002) era una keralita de origen judío y que llegó a ser la primera mujer malayali en alistarse en la Armada de la India y la primera judía de Cochín en publicar un libro. Entre los años de 1982 a 1999, Ruby tradujo al inglés más de 120 canciones tradicionales de mujeres en Judeo-Malayalam. Sus esfuerzos de traducción abrieron el camino para una serie de esfuerzos internacionales para traducir y analizar las canciones de la comunidad judía de Cochín.

## Biografía
Ruby Daniel nació en Kochi, India y fue la hija promogénita de Eliyahu Hai Daniel y Leah Japheth Daniel. Su padre, Eliyahu Hai Daniel, vendía boletos para el transbordador que conectaba Cochin con Ernakulam. Ruby tuvo dos hermanos más jóvenes - Bingley y Rahel. Ruby también vivió con sus abuelos maternales, Eliyahu y Rivka (“Docho”) Japheth. 
Ruby Daniel fue una alumna destacada, tanto en la escuela pública local para chicas, como en la escuela comunitaria judía donde estudiaba hebreo, Torá, y la liturgia de su comunidad cada mañana y tarde. Asistió al St.Treasas Convent Girls Higher Secondary School en Ernakulam. Completó su secundaria en este instituto y estudió un año en St. Teresa's College. Dejó los estudios en St. Teresa's College luego de que su padre y abuelo fallecieran el mismo año.

## Carrera militar
Ruby Daniel se alistó en el servicio militar y sirvió en las Fuerzas Armadas de India. Es notable no solo por ser una de las pocas mujeres en las Fuerzas Armadas de la India en la época, sino que además era la primera judía y la primera mujer de Kerala en hacer carrera militar en la historia de la India. Fue empleada gubernamental por más de 15 años,  trabajando en el Tribunal Supremo de Kerala, en las Cortes distritales, además de la Armada de la India entre los años 1944 y 1946.

## Su carrera como escritora
Hizo aliá en 1951 y se mudó al kibutz predominantemente ashkenazi y secular Neot Mordejai. Su autobiografía de 1995, "Ruby of Cochin", muestra un cuarto método para efectuar el matrimonio entre los judíos de Cochín: El atestiguamiento por parte de la congregación del matrimonio. Sus memorias incluyen su experiencia en las Fuerzas Armadas de India, al servir a su país como mujer judía, rodeada de hombres Hindúes, Musulmanes, Sijs, Parsis y Cristianos. Para preservar la cultura judía de Cochín, Ruby Daniel publicó un folleto de nueve canciones en Judeo-Malayalam - transliteradas al hebreo. Trabajó de manera meticulosa en la década de los 90 traduciendo unas 130 canciones, las cuales son cantadas por las judías malayalis, al inglés.

### Obras
- We Learned from the Grandparents: Memories of a Cochin Jewish Woman. 1992
- Ruby of Cochin .Jewish Publication Society (JPS). 1995